# HSD3B2
HSD3B2 (англ. Hydroxy-delta-5-steroid dehydrogenase, 3 beta- and steroid delta-isomerase 2) – білок, який кодується однойменним геном, розташованим у людей на короткому плечі 1-ї хромосоми.  Довжина поліпептидного ланцюга білка становить 372 амінокислот, а молекулярна маса — 42 052.
| 10         |  | 20         |  | 30         |  | 40         |  | 50         |
| ---------- |  | ---------- |  | ---------- |  | ---------- |  | ---------- |
| MGWSCLVTGA |  | GGLLGQRIVR |  | LLVEEKELKE |  | IRALDKAFRP |  | ELREEFSKLQ |
| NRTKLTVLEG |  | DILDEPFLKR |  | ACQDVSVVIH |  | TACIIDVFGV |  | THRESIMNVN |
| VKGTQLLLEA |  | CVQASVPVFI |  | YTSSIEVAGP |  | NSYKEIIQNG |  | HEEEPLENTW |
| PTPYPYSKKL |  | AEKAVLAANG |  | WNLKNGDTLY |  | TCALRPTYIY |  | GEGGPFLSAS |
| INEALNNNGI |  | LSSVGKFSTV |  | NPVYVGNVAW |  | AHILALRALR |  | DPKKAPSVRG |
| QFYYISDDTP |  | HQSYDNLNYI |  | LSKEFGLRLD |  | SRWSLPLTLM |  | YWIGFLLEVV |
| SFLLSPIYSY |  | QPPFNRHTVT |  | LSNSVFTFSY |  | KKAQRDLAYK |  | PLYSWEEAKQ |
| KTVEWVGSLV |  | DRHKETLKSK |  | TQ         |  |            |  |            |

A: Аланін

C: Цистеїн

D: Аспарагінова кислота

E: Глутамінова кислота

F: Фенілаланін

G: Гліцин

H: Гістидин

I: Ізолейцин

K: Лізин

L: Лейцин

M: Метіонін

N: Аспарагін

P: Пролін

Q: Глутамін

R: Аргінін

S: Серин

T: Треонін

V: Валін

W: Триптофан

Кодований геном білок за функціями належить до оксидоредуктаз, ізомераз. 
Задіяний у такому біологічному процесі як поліморфізм. 
Білок має сайт для зв'язування з НАД. 
Локалізований у мембрані, мітохондрії, ендоплазматичному ретикулумі.